# Jo-Wilfried Tsonga

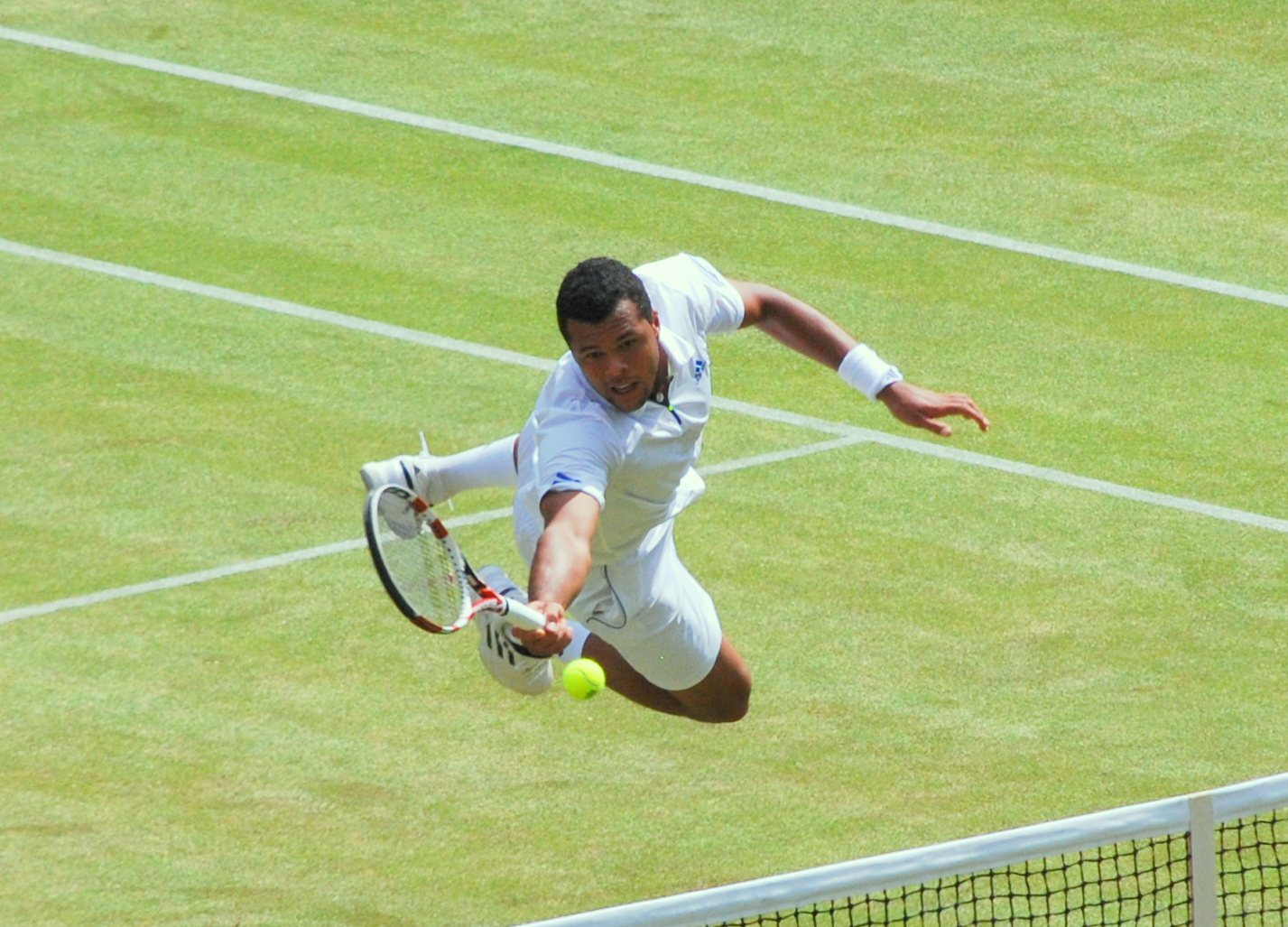
Volej Tsongy v semifinále Wimbledonu 2011 proti Djokovićovi

Jo-Wilfried Tsonga (* 17. dubna 1985 Le Mans) je bývalý francouzský tenista, který se na okruzích pohyboval v letech 2004–2022. Na okruhu ATP Tour vyhrál osmnáct turnajů ve dvouhře, včetně dvou v sérii Masters, a čtyři ve čtyřhře. V rámci challengerů ATP získal osm a na okruhu ITF pak šest titulů ve dvouhře. Na US Open 2003 ovládl juniorku dvouhry.
Na žebříčku ATP byl nejvýše ve dvouhře klasifikován v únoru v2012 na 5. místě a ve čtyřhře pak v říjnu 2009 na 33. místě. Domovským tenisovým klubem byl Tennis Club de Paris (TCP).
Na Australian Open 2008 se jako nenasazený probojoval do finále dvouhry, když v semifinále porazil světovou dvojku Rafaela Nadala. V boji o titul podlehl turnajové trojce Novaku Djokovićovi ve čtyřech sadách a sebral mu tak jediný set na celém turnaji. Semifinále si zahrál na Australian Open 2010 a ve Wimbledonu 2011. Na londýnském Turnaji mistrů 2011 se probojoval po semifinálové výhře nad Berdychem do finále, v němž nestačil na obhájce titulu Rogera Federera.
V rámci série Masters získal dva singlové tituly. První na pařížském BNP Paribas Masters 2008, když ve finále zdolal Argentince Davida Nalbandiana. Mezi poslední dva hráče soutěže se na stejné události probojoval opět v roce 2011. Ve finále podlehl Švýcaru Federerovi. Druhou trofej si odvezl z Rogers Cupu 2014, kde Federerovi oplatil porážku v přímém boji o titul. Deblový Masters vybojoval také ve čtyřhře, když s krajanem Julienem Benneteauem zvítězili na Shanghai Masters 2009. Společně s Alizé Cornetovou získal pro Francii premiérový titul na Hopmanově poháru 2014. Ve finál zdolali Polsko 2:1 na zápasy.
Narodil se v Le Mans do rodiny francouzské matky Évelyne Tsongové a konžského otce Didiera Tsongy, který se do Francie přistěhoval v 70. letech, aby mohl rozvíjet svou házenkářskou kariéru.
V roce 2007 jej ATP vyhlásila nováčkem roku. V prosinci 2012 obdržel francouzské vyznamenání Národní řád za zásluhy.

## Tenisová kariéra
Profesionálním tenistou se stal v roce 2001. Do sezóny 2003 se pohyboval především na okruhu ITF a challengerech, kde se probojoval nejdále do semifinále.
V juniorském tenise se probojoval do semifinále Australian Open 2002 a 2003, French Open 2003, Wimbledonu 2003. Zvítězil pak na US Open 2003, když ve finále porazil Kypřana Baghdatise). Rok 2003 zakončil jako světová juniorská dvojka.
První titul v seniorské kategorii získal v červnu 2004 na turnaji ITF v Lanzarote, o měsíc později vyhrál challengery v Nottinghamu a Toljatti. V září měl premiéru na turnaji ATP v Pekingu, kde postoupil do druhého kola. V listopadu 2004 dosáhl rovněž druhého kola na Paris Masters. V sezóně 2005 vyhrál jeden turnaj ITF a jeden challenger. V květnu 2005 se účastnil French Open, ale vypadl již v 1. kole s Roddickem. V roce 2006 se zúčastňoval pouze turnajů nižší kategorie, přičemž čtyři z nich vyhrál a v dalších dvou postoupil do finále.
V sezóně 2007 se dostal na Australian Open díky divoké kartě, ale hned v prvním kole znovu podlehl Roddickovi ve čtyřech setech. První sadu získal až v těsném tiebreaku 20:18, jenž se stal nejdelší zkrácenou hrou v historii Australian Open. Ve Wimbledonu pak došel bez ztráty setu do čtvrtého kola, kde prohrál s Richardem Gasquetem. V první polovině roku ovládl jeden turnaj ITF a čtyři challengery, od června již pravidelně startoval na turnajích ATP. Na US Open postoupil do třetího kola, kde podlehl Nadalovi. V říjnu se na turnaji v Lyonu probojoval až do semifinále, kde prohrál s Grosjeanem. Rok zakončil na 45. místě žebříčku ATP.
Rok 2008 zahájil semifinálovou účastí na turnaji v Adelaide, kde podlehl Nieminenovi. O velké překvapení se postaral na Australian Open, když jako nenasazený hráč došel až do finále, kde podlehl třetímu nasazenému Novaku Djokovićovi. V průběhu turnaje přitom vyřadil devátého nasazeného Andyho Murrayho, osmého Gasqueta, čtrnáctého Južného a turnajovou dvojku Nadala. Díky finálové účasti na Australian Open postoupil na 18. místo žebříčku ATP.
Profesionální kariéru uzavřel ve 37 letech na květnovém French Open 2022, kde jej v úvodním kole vyřadil Nor Casper Ruud.

## Trenérské vedení
- Eric Winogradsky (2004–2011)
- Roger Rasheed (2012–2013)
- Nicolas Escudé (2013–2015)
- Sergi Bruguera (2019–2022)

## Finále na Grand Slamu

### Mužská dvouhra: 1 (0–1)
| Stav      | rok  | turnaj          | povrch | soupeř ve finále | výsledek                |
| --------- | ---- | --------------- | ------ | ---------------- | ----------------------- |
| Finalista | 2008 | Australian Open | tvrdý  | Novak Djoković   | 6–4, 4–6, 3–6, 6–7(2–7) |

## Finále na Turnaji mistrů

### Dvouhra: 1 (0–1)
| Stav      | rok  | místo                      | povrch       | soupeř ve finále | výsledek           |
| --------- | ---- | -------------------------- | ------------ | ---------------- | ------------------ |
| Finalista | 2011 | Londýn, Spojené království | tvrdý (hala) | Roger Federer    | 3–6, 7–6(8–6), 3–6 |

## Finále na okruhu ATP Tour
| Legenda (před/od 2009)                                    |
| D – dvouhra; Č – čtyřhra                                  |
| Grand Slam (0–1 D)                                        |
| Stříbro na letních olympijských hrách (1 Č)               |
| Turnaj mistrů (0–1 D)                                     |
| ATP Masters Series / ATP Tour Masters 1000 (2–2 D; 1–0 Č) |
| ATP International Series Gold / ATP Tour 500 (2–4 D)      |
| ATP International Series / ATP Tour 250 (14–4 D; 3–3 Č)   |

### Dvouhra: 30 (18–12)
| Stav      | č.  | datum              | turnaj                              | povrch    | soupeř ve finále      | výsledek                |
| --------- | --- | ------------------ | ----------------------------------- | --------- | --------------------- | ----------------------- |
| Finalista | 1.  | 31. ledna 2008     | Melbourne, Austrálie                | tvrdý     | Novak Djoković        | 6–4, 4–6, 3–6, 6–7(2–7) |
| Vítěz     | 1.  | 28. září 2008      | Bangkok, Thajsko                    | tvrdý (h) | Novak Djoković        | 7–6(7–4), 6–4           |
| Vítěz     | 2.  | 2. listopadu 2008  | Paříž, Francie                      | tvrdý (h) | David Nalbandian      | 6–3, 4–6, 6–4           |
| Vítěz     | 3.  | 2. února 2009      | Johannesburg, Jihoafrická republika | tvrdý     | Jérémy Chardy         | 6–4, 7–6(7–5)           |
| Vítěz     | 4.  | 16. února 2009     | Marseille, Francie                  | tvrdý (h) | Michaël Llodra        | 7–5, 7–6(7–3)           |
| Vítěz     | 5.  | 5. října 2009      | Tokio, Japonsko                     | tvrdý     | Michail Južnyj        | 6–3, 6–3                |
| Finalista | 2.  | 13. února 2011     | Rotterdam, Nizozemsko               | tvrdý (h) | Robin Söderling       | 3–6, 6–3, 3–6           |
| Finalista | 3.  | 13. června 2011    | Londýn, Spojené království          | tráva     | Andy Murray           | 6–3, 6–7(2–7), 4–6      |
| Vítěz     | 6.  | 25. září 2011      | Méty, Francie                       | tvrdý (h) | Ivan Ljubičić         | 6–3, 6–7(4–7), 6–3      |
| Vítěz     | 7.  | 30. října 2011     | Vídeň, Rakousko                     | tvrdý (h) | Juan Martín del Potro | 6–7(5–7), 6–3, 6–4      |
| Finalista | 4.  | 13. listopadu 2011 | Paříž, Francie                      | tvrdý (h) | Roger Federer         | 1–6, 6–7(3–7)           |
| Finalista | 5.  | 27. listopadu 2011 | Londýn, Spojené království          | tvrdý (h) | Roger Federer         | 3–6, 7–6(8–6), 3–6      |
| Vítěz     | 8.  | 7. ledna 2012      | Dauhá, Katar                        | tvrdý     | Gaël Monfils          | 7–5, 6–3                |
| Vítěz     | 9.  | 23. září 2012      | Méty, Francie (2)                   | tvrdý (h) | Andreas Seppi         | 6–1, 6–2                |
| Finalista | 6.  | 7. října 2012      | Peking, ČLR                         | tvrdý     | Novak Djoković        | 6–7(4–7), 2–6           |
| Finalista | 7.  | 21. října 2012     | Stockholm, Švédsko                  | tvrdý (h) | Tomáš Berdych         | 6–4, 4–6, 4–6           |
| Vítěz     | 10. | 24. února 2013     | Marseille, Francie (2)              | tvrdý (h) | Tomáš Berdych         | 3–6, 7–6(8–6), 6–4      |
| Finalista | 8.  | 22. září 2013      | Mety, Francie                       | tvrdý (h) | Gilles Simon          | 4–6, 3–6                |
| Finalista | 9.  | 23. února 2014     | Marseille, Francie                  | tvrdý (h) | Ernests Gulbis        | 6–7(5–7), 4–6           |
| Vítěz     | 11. | 10. srpna 2014     | Toronto, Kanada                     | tvrdý     | Roger Federer         | 7–5, 7–6(7–3)           |
| Vítěz     | 12. | 27. září 2015      | Mety, Francie (3)                   | tvrdý (h) | Gilles Simon          | 7–6(7–5), 1–6, 6–2      |
| Finalista | 10. | 18. října 2015     | Šanghaj, ČLR                        | tvrdý     | Novak Djoković        | 2–6, 4–6                |
| Finalista | 11. | 30. října 2016     | Vídeň, Rakousko                     | tvrdý (h) | Andy Murray           | 3–6, 6–7(6–8)           |
| Vítěz     | 13. | 19. února 2017     | Rotterdam, Nizozemsko               | tvrdý (h) | David Goffin          | 4–6, 6–4, 6–1           |
| Vítěz     | 14. | 26. února 2017     | Marseille, Francie                  | tvrdý (h) | Lucas Pouille         | 6–4, 6–4                |
| Vítěz     | 15. | 27. května 2017    | Lyon, Francie                       | antuka    | Tomáš Berdych         | 7–6(7–2), 7–5           |
| Vítěz     | 16. | 22. října 2017     | Antverpy, Belgie                    | tvrdý (h) | Diego Schwartzman     | 6–3, 7–5                |
| Finalista | 12. | 29. října 2017     | Vídeň, Rakousko                     | tvrdý (h) | Lucas Pouille         | 1–6, 4–6                |
| Vítěz     | 17. | 11. února 2019     | Montpellier, Francie                | tvrdý (h) | Pierre-Hugues Herbert | 6–4, 6–2                |
| Vítěz     | 18. | 22. září 2019      | Mety, France (4)                    | tvrdý (h) | Aljaž Bedene          | 6–7(4–7), 7–6(7–4), 6–3 |

### Čtyřhra: 8 (4–4)
| Stav      | č. | datum          | turnaj                           | povrch      | spoluhráč          | soupeři ve finále                    | výsledek               |
| --------- | -- | -------------- | -------------------------------- | ----------- | ------------------ | ------------------------------------ | ---------------------- |
| Vítěz     | 1. | 22. října 2007 | Lyon, Francie                    | koberec (h) | Sébastien Grosjean | Łukasz Kubot Lovro Zovko             | 6–4, 6–3               |
| Vítěz     | 2. | 7. ledna 2008  | Sydney, Austrálie                | tvrdý       | Richard Gasquet    | Bob Bryan Mike Bryan                 | 4–6, 6–4, [11–9]       |
| Vítěz     | 3. | 11. ledna 2009 | Brisbane, Austrálie              | tvrdý       | Marc Gicquel       | Fernando Verdasco Mischa Zverev      | 6–4, 6–3               |
| Vítěz     | 4. | 18. října 2009 | Šanghaj, ČLR                     | tvrdý       | Julien Benneteau   | Mariusz Fyrstenberg Marcin Matkowski | 6–2, 6–4               |
| Finalista | 1. | 20. února 2011 | Marseille, Francie               | tvrdý (h)   | Julien Benneteau   | Robin Haase Ken Skupski              | 3–6, 7–6(7–4), [11–13] |
| Finalista | 2. | 26. února 2012 | Marseille, Francie (2)           | tvrdý (h)   | Dustin Brown       | Nicolas Mahut Édouard Roger-Vasselin | 6–3, 3–6, [6–10]       |
| Finalista | 3. | 4. srpna 2012  | LOH – Londýn, Spojené království | tráva       | Michaël Llodra     | Bob Bryan Mike Bryan                 | 4–6, 6–7(2–7)          |
| Finalista | 4. | 22. září 2013  | Mety, Francie                    | tvrdý (h)   | Nicolas Mahut      | Johan Brunström Raven Klaasen        | 4–6, 6–7(5–7)          |

## Postavení na konečném žebříčku ATP

### Dvouhra
| Rok    | 2001 | 2002   | 2003   | 2004   | 2005   | 2006   | 2007  | 2008 | 2009  | 2010 | 2011 | 2012 | 2013  | 2014  | 2015  | 2016  | 2017  | 2018   | 2019  | 2020  | 2021   |
| Pořadí | 898. | ▲ 504. | ▲ 386. | ▲ 157. | ▼ 345. | ▲ 212. | ▲ 43. | ▲ 6. | ▼ 10. | ▼ 13 | ▲ 6. | ▼ 8. | ▼ 10. | ▼ 12. | ▲ 10. | ▼ 12. | ▼ 15. | ▼ 239. | ▲ 29. | ▼ 62. | ▼ 263. |

### Čtyřhra
| Rok    | 2002 | 2003   | 2004   | 2005    | 2006 | 2007   | 2008   | 2009  | 2010   | 2011   | 2012   | 2013   | 2014   | 2015   | 2016   | 2017   | 2018 | 2019 | 2020   | 2021   |
| Pořadí | 946. | ▲ 641. | ▼ 766. | ▼ 1656. | —    | ▲ 110. | ▼ 129. | ▲ 34. | ▼ 242. | ▲ 115. | ▼ 198. | ▼ 412. | ▲ 156. | ▼ 376. | ▲ 170. | ▼ 544. | –    | 704. | ▼ 774. | ▲ 383. |